# Język naka’ela
Język naka’ela – język austronezyjski z wyspy Seram w prowincji Moluki w Indonezji.
Posługiwali się nim mieszkańcy wsi Tanawa, Naka’ela i Hatu. W 1978 r. był jeszcze używany przez kilka osób. Doniesienia z 2018 r. sugerują, że jest już wymarły. Dziś główny język społeczności to malajski amboński.
Dokumentacją tego języka zajmował się J.T. Collins w 1978 r., pracując z dwoma rodzimymi użytkownikami. Opublikowane materiały, wyjąwszy publikacje tego autora, są ubogie i ograniczają się do krótkich list słownictwa.